# ExZeus
ExZeus (aussi connu sous le nom Counter Force) est un jeu vidéo de type rail shooter développé et édité par HyperDevbox Japan, sorti à partir de 2003 sur borne d'arcade, Windows, Wii, PlayStation 2, iOS et Android.
Il a pour suite ExZeus 2.

## Accueil
- IGN : 4/10 (Wii)[1]
- Jeuxvideo.com : 6/20 (PS2)[2]